# Movimento Revolucionário 8 de Outubro
Der Movimento Revolucionário de 8 Outobro (deutsch Revolutionäre Bewegung des 8. Oktober), kurz MR-8, war eine linksextreme politische Bewegung und Guerillagruppe in Brasilien zur Zeit der Militärdiktatur zwischen 1964 und 1985. Danach existiert sie nur noch als Teil des Partido do Movimento Democrático Brasileiro.

## Geschichte
Der MR-8 formierte sich aus Mitgliedern des Partido Comunista Brasileiro, die in bewaffneten Widerstand gegen die seit Mitte der 1960er herrschende Militärdiktatur treten wollten. Er bekannte sich ausdrücklich zur Ideologie des Marxismus-Leninismus. Die spektakulärste Tat war das Kidnapping des amerikanischen Botschafters Charles Burke Elbrick für 78 Stunden am 4. September 1969, wovon der Spielfilm Vier Tage im September erzählt.
Ende der 1970er beschloss der MR-8, den bewaffneten Kampf aufzugeben, und trat der einzig zugelassenen Oppositionspartei Movimento Democrático Brasileiro (MDB) bei. Der MR-8 vertrat zunehmend nationalistische Positionen und geriet damit innerhalb der brasilianischen Linken in die Isolation. Als sich 1980 der Partido dos Trabalhadores (PT) formierte, beschuldigte man diesen, die Opposition gegen das Regime zu spalten.
Als einzige linke Gruppe verblieb der MR-8 auch nach dem Ende der Militärdiktatur in der MDB, welche sich ab 1980 als Partido do Movimento Democrático Brasileiro (PMDB) neu formierte. Dies führt zur paradoxen Situation, dass sie als formell noch immer marxistisch-leninistische Gruppe Teil einer zentristischen Partei ist.
Der MR-8 publiziert eine zweiwöchentlich erscheinende Zeitung namens Hora do Povo. Einige Mitglieder gründeten 2009 den Partido Pátria Livre (PPL).